# Villagarcía de Campos
Villagarcía de Campos est une commune de la province de Valladolid dans la communauté autonome de Castille-et-León en Espagne.

## Sites et patrimoine
Les édifices et sites notables de la commune sont :
- Château de Villagarcía de Campos (es) ;
- Collégiale Saint-Louis (es) (Colegiata de San Luis) et musée ;
- Église San Pedro ;
- Chapelle del Ecce Homo.

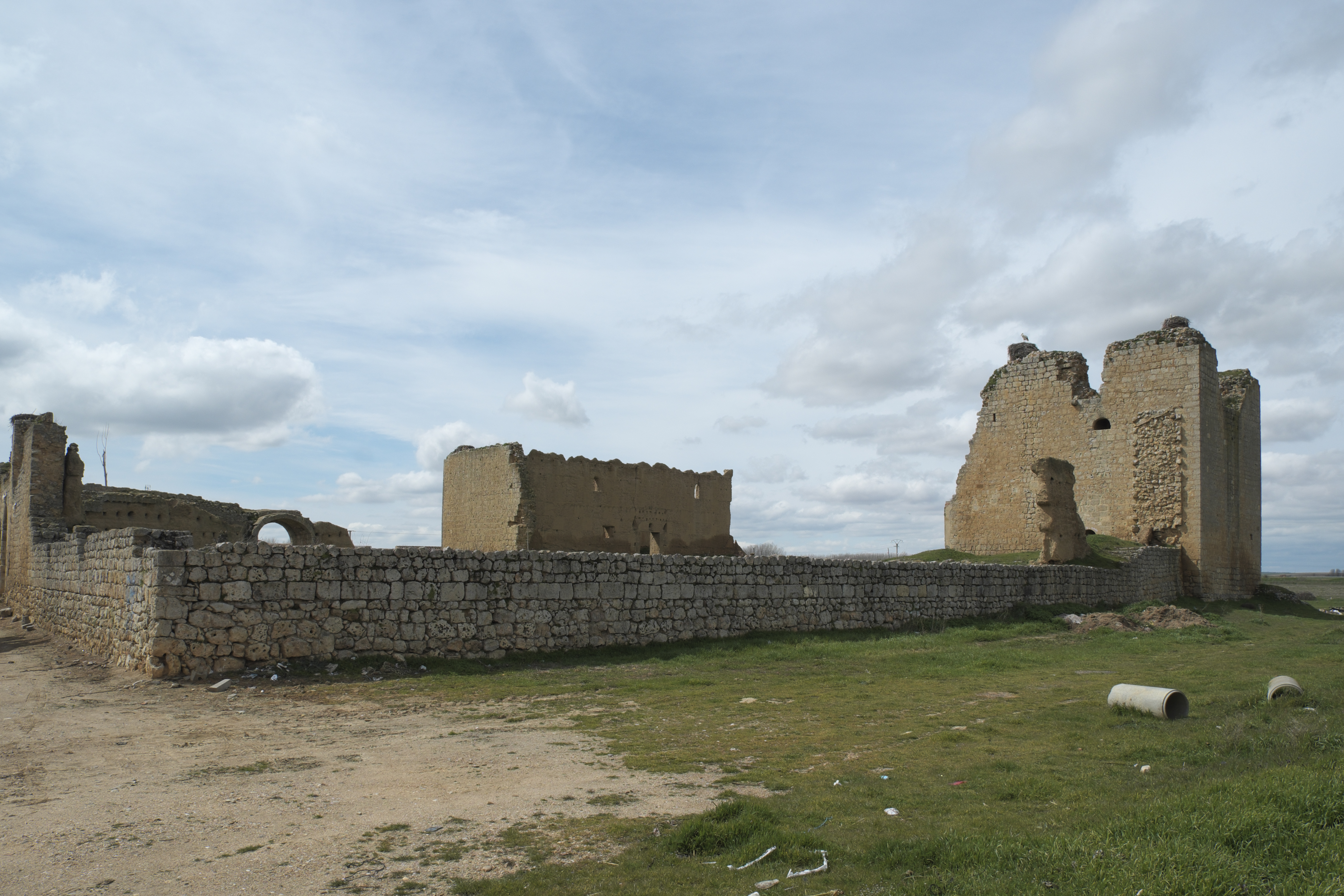
Château de Villagarcía de Campos.
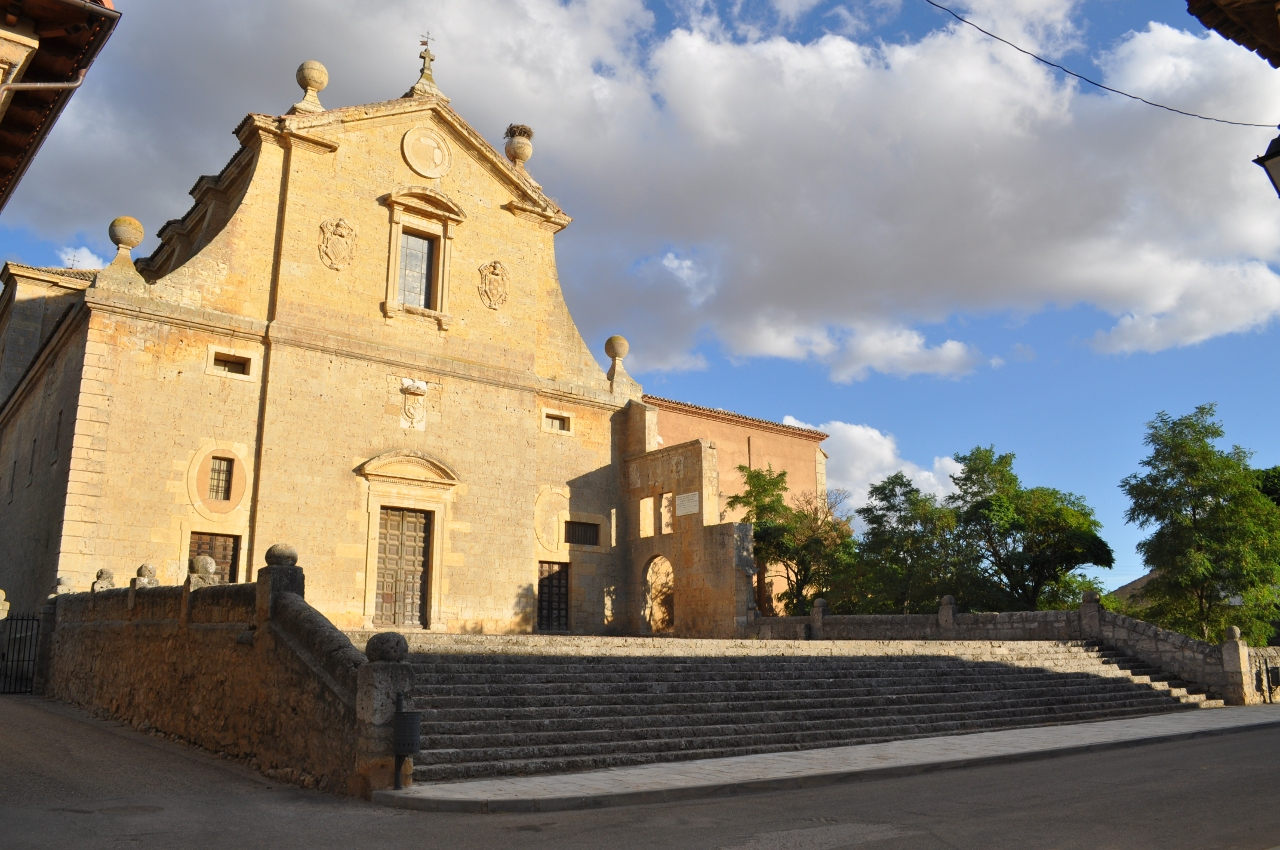
Collégiale Saint-Louis.